# Ультра (фильм)
«Ультра» (итал. Ultrà) — кинофильм режиссёра Рикки Тоньяцци.

## Сюжет
Сюжетная линия картины разворачивается в Риме, главные действующие лица поклонники футбольного клуба «Рома».
История повествует о взаимоотношениях двух лучших друзей, любящих один футбольный клуб и одну и ту же девушку, которая до последнего момента не может определиться, кому из них отдать предпочтение. Довольно значимая часть фильма посвящена описанию выездной игры «Ромы» против «Ювентуса», где довольно реалистично показана субкультура боления итальянских футбольных ультрас.
Пока Принсипе сидит в тюрьме, куда попал за неудачный угон машины, Ред занимает его место вожака в группировке футбольных фанатов «Ядовитой бригаде». Чинция начинает встречаться с Редом, в надежде выйти за него замуж, уехать из Рима и зажить нормальной жизнью. Но когда Принсипе выходит из тюрьмы, обстановка резко накаляется… Чинция, втайне продолжающая любить Принсипе, до последнего момента не может определиться, кому из двоих отдать предпочтение, а оба парня сходят с ума от ревности.
Всё это приводит к трагическим событиям во время выезда «Ядовитой бригады» во враждебный Турин, на матч между «Ромой» и «Ювентусом». Поездка на ночном «фанатском» поезде, схватка с «ювентино», события на стадионе занимают основную часть фильма и сняты в предельно реалистической манере. Камера просто фиксирует события, не поощряя и не осуждая. Многие роли в фильме сыграли непрофессиональные актёры — парни из римских кварталов, болеющие за «Рому». Показана субкультура итальянской тиффозерии — выездные традиции, песни, речовки, атрибутика, уличные бои, доставляющие так много беспокойства стражам порядка, но являющиеся неотъемлемой частью жизни «ультра».
В процессе съёмок режиссёром и сценаристом были взяты сотни интервью у настоящих тиффози, что добавило картине искренности и правдивости. Режиссёру Рикки Тоньяцци и актёрам — исполнителям главных ролей, удалось затронуть многие острые вопросы итальянской действительности: безработицу, экономические проблемы, отсутствие социальной мобильности; они сумели раскрыть драму пассионарных и харизматичных молодых людей, которые в силу разных причин не могут найти своего места в жизни, реализовать свой потенциал, так что футбол и околофутбольное насилие остается для них едва ли не единственной возможностью для приложения своей энергии, для выражения боли и протеста.

## В ролях
- Клаудио Амендола — Принсипе
- Рикки Мемфис — Ред
- Джуппи Иззо — Чинция